# V491 Андромеды
V491 Андромеды (лат. V491 Andromedae) — одиночная переменная звезда в созвездии Андромеды на расстоянии приблизительно 2263 световых лет (около 694 парсеков) от Солнца. Видимая звёздная величина звезды — от +10,9m до +10,5m.

## Характеристики
V491 Андромеды — жёлтая вращающаяся переменная звезда типа BY Дракона (BY) спектрального класса G. Радиус — около 9,38 солнечных, светимость — около 33,599 солнечных. Эффективная температура — около 4537 K.